# باسکارا دوم
باسکارا دوم (انگلیسی: Bhāskara II; ۱ ژانویهٔ ۱۱۱۴ – ۱ ژانویهٔ ۱۱۸۵) ریاضی‌دان و ستاره‌شناس اهل هند بود.
باسکارا و آثار او سهم قابل توجهی در دانش ریاضی و نجوم در قرن ۱۲ میلادی دارند، وی در حالی در زمینه حساب دیفرانسیل و انتگرال تحقیق انجام میداده است که ریاضی‌دانانی همچون آیزاک نیوتن و گوتفرید لایبنیتس چند قرن پس از وی به این موضوع پرداخته‌اند.